# SRG SSR
La Sociedad Suiza de Radiodifusión y Televisión, más conocida por sus siglas SRG SSR, es la asociación de radiodifusión pública de Suiza. Fundada en 1931 y con sede en Berna, se trata de una organización sin fines de lucro que coordina el trabajo de las diferentes asociaciones regionales de radiodifusión.
Debido al complejo sistema político suizo, con cuatro idiomas oficiales —alemán, francés, italiano y romanche— y un modelo de democracia directa, la organización de la radiodifusora pública no es igual que en otros estados europeos. SRG SSR funciona como una asociación de cuatro compañías de carácter regional que poseen las licencias de radiodifusión:
- Suiza alemana: Schweizer Radio und Fernsehen (SRF)
- Suiza francesa: Radio télévision suisse (RTS)
- Suiza italiana: Radiotelevisione svizzera di lingua italiana (RSI)
- Romanche: Radiotelevisiun Svizra Rumantscha (RTR)

SRG SSR es miembro activo de la Unión Europea de Radiodifusión desde su creación en 1950, así como accionista del canal informativo Euronews.

## Historia
Las primeras emisiones de radio en Suiza tuvieron lugar en 1922, a través de una pequeña emisora de habla francesa desde Lausana que dio pie a numerosas radios cooperativas en otras ciudades.
El gobierno helvético no regularizó el sistema hasta 1930, cuando estableció que el nuevo medio era un servicio público. Su expansión nacional se llevó a cabo en base al carácter federal del país. En 1931 se creó la actual SRG SSR, compañía pública que coordinaría el trabajo de las diferentes asociaciones regionales y recibió la única licencia de emisión. Además, la Agencia Telegráfica Suiza recibió la gestión exclusiva de los servicios informativos, medida que se mantuvo en vigor hasta 1971.
Las primeras emisiones nacionales de radio en 1931 corrieron a cargo de una emisora en francés (Radio Sottens) y otra en alemán (Radio Beromünster). Dos años después se creó una emisora en italiano (Radio Monte Ceneri). El reconocimiento del romanche en 1938 motivó el desarrollo de programación propia en ese idioma, aunque integrada en la emisora de habla germana. En 1950, SRG SSR fue uno de los fundadores de la Unión Europea de Radiodifusión.
En cuanto a la televisión, el 1 de marzo de 1953 se puso en marcha un canal en alemán desde Zúrich —actual SRF 1—. Un año después se creó el canal en francés, con sede en Ginebra. En las regiones de habla italiana, en 1958 comenzaron las emisiones de un canal en alemán con subtítulos en italiano, hasta que en 1961 se puso en marcha el centro de producción en italiano a las afueras de Lugano. Además del impuesto directo sobre los medios públicos, se permitió que las cadenas televisivas pudiesen emitir publicidad. Las emisiones en color se implementaron en 1968, cuando la televisión ya era un medio de masas y había registrados más de un millón de usuarios.
El Consejo Federal permitió que las asociaciones regionales creasen segundas cadenas de radio para afrontar la competencia de los grupos privados extranjeros, cuya señal podía sintonizarse en la confederación. El monopolio estatal se rompió en 1983 con la autorización de emisoras radiofónicas comerciales de carácter local.
En 1991 se realizó una reestructuración completa de SRG SSR para convertirla en una asociación federal. Un año después, la lengua romanche contó con su propia emisora de radio. En lo que respecta al segundo canal de televisión, en 1993 se creó un servicio común llamado «S Plus» —posteriormente renombrado como «Suisse 4»—, pero no tuvo buena acogida y a partir del 1 de septiembre de 1997 se permitió que cada grupo contase con su segundo canal: SF 2 (alemán), TSR 2 (francés) y TSI 2 (italiano).
El 3 de diciembre de 2007 se puso en marcha una televisión en alta definición llamada HD suisse, con contenidos en los cuatro idiomas oficiales, que duró hasta el 31 de enero de 2012. A partir de esa fecha se establecieron versiones HD de los canales de la corporación.
En 2018 se llevó a cabo un referéndum que pretendía abolir el impuesto sobre la radiodifusión pública. La medida fue rechazada por el 71,6% de la población, lo cual fue interpretado como un apoyo social a los medios públicos, pero conllevó a su vez una reducción de la cuantía del canon y su recaudación a través de un organismo oficial. En 2019 se produjo el cese de emisiones en televisión digital terrestre como medida de ahorro, ya que en Suiza la televisión se percibe principalmente por cable digital y satélite.

## Organización

### Nombre
Las siglas «SRG SSR» corresponden al nombre de la corporación («Sociedad suiza de radiodifusión y televisión») en las cuatro lenguas oficiales del país. SRG significa Schweizerische Radio- und Fernsehgesellschaft en alemán, mientras que SSR se asocia al resto: Société suisse de radiodiffusion et télévision en francés, Società svizzera di radiotelevisione en italiano, Societad Svizra da Radio e Televisiun en romanche.

### Estructura

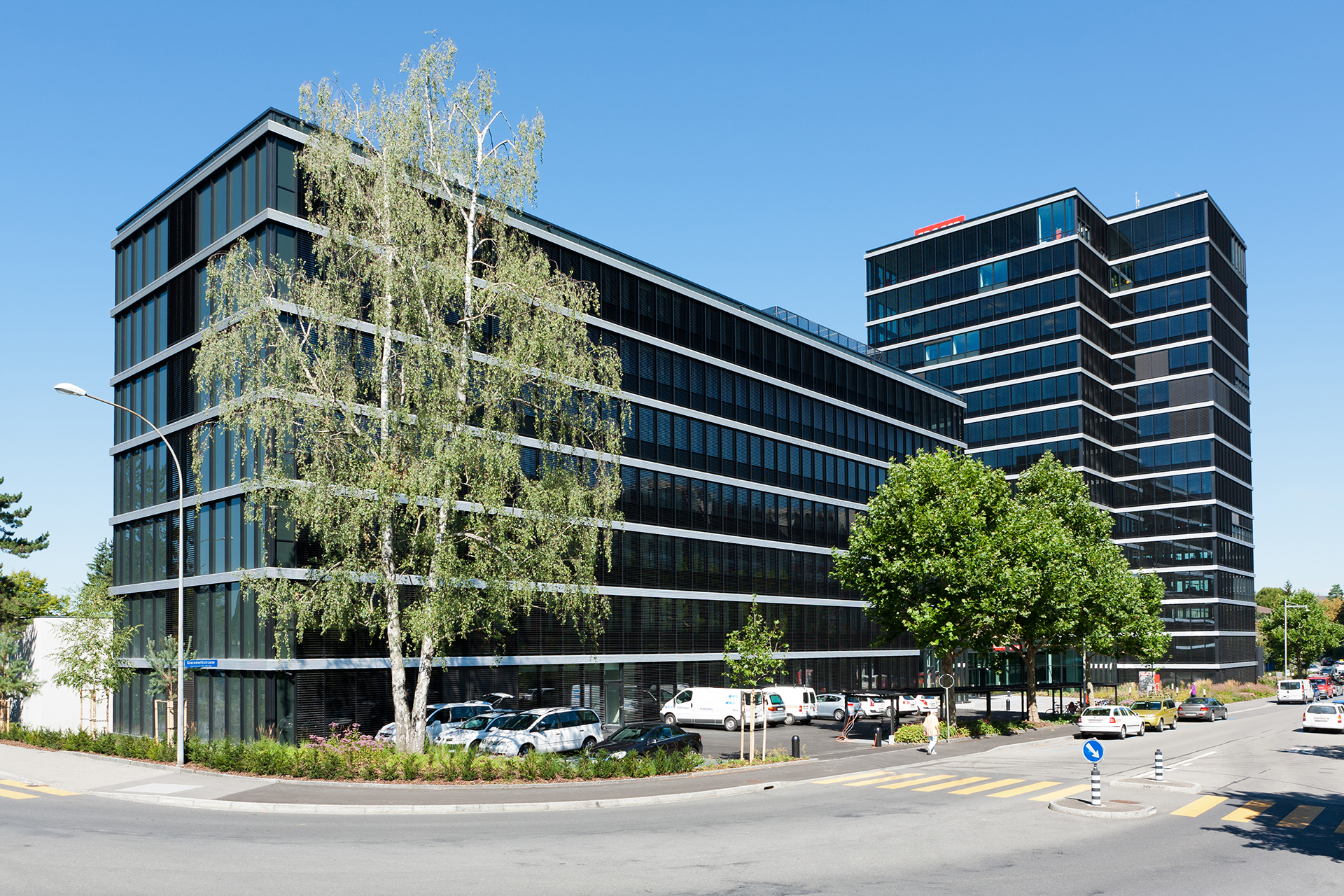
Sede de SRG SSR en Berna.

La sede central de SRG SSR está situada en Berna, capital de la confederación. La empresa se define como un garante del servicio público sin ánimo de lucro. En su misión se marca «informar, entretener y contribuir al desarrollo educacional y cultural», «promover la formación de opinión democrática, información pública y preservar la identidad cultural», y la difusión de «programas de calidad en los mismos términos en los cuatro idiomas oficiales», además de tener en cuenta las demandas del conjunto de la sociedad.
La asociación comprende cuatro compañías regionales que, en la práctica, ostentan las licencias de radiodifusión:
- SRG.D: lengua alemana y comunidad romanche.
- RTSR: lengua francesa.
- CORSI: lengua italiana.
- SRG.R: lengua romanche.

Las compañías regionales deben garantizar el servicio público, cohesionar a la comunidad y contribuir a la programación de la radio, televisión e internet. Cada una de ellas tiene su propio representante, consejo consultivo y defensor del espectador.
El máximo organismo de control de SRG SSR es la Asamblea de Delegados, formada por 41 miembros que se reúnen al menos dos veces al año. Un total de 36 delegados se reparten en función del peso de las compañías, y entre ellos se encuentran los representantes regionales. Los cinco restantes son miembros del consejo de administración: tres nombrados por la asamblea y dos por el Consejo Federal. El presidente del grupo es elegido por la asamblea y también dirigirá el consejo de administración.
El consejo de administración de SRG SSR está compuesto por nueve miembros: los cuatro presidentes de las compañías regionales, dos nombrados por el Consejo Federal y otros tres designados por la asamblea de delegados. Es responsable de coordinar estrategias con las compañías regionales y de garantizar los presupuestos. Por debajo se encuentra el comité de dirección, encargado de las funciones ejecutivas.

### Financiación
El 75% del presupuesto de SRG SSR se cubre con un impuesto directo por la radiodifusión pública, mientras que el 25% restante proviene de los patrocinios, venta de publicidad y otros ingresos comerciales.
El impuesto directo se cobra a cada hogar, en virtud de la Ley Federal de Radio y Televisión. Los únicos sectores exentos de pagarla son los pensionistas y los discapacitados. Desde 2019 es recaudado por la agencia SERAFE, vinculada a la Administración Federal de Impuestos, y la cantidad anual se determina a través del Consejo Federal. Anteriormente se trataba de un impuesto individual recaudado por Billag, una empresa ligada a Swisscom. En 2021 la tasa por hogar se estableció en 335 francos suizos (unos 337 euros).
Aunque SRG SSR se lleva la mayoría de la recaudación, también se destina una parte a todos aquellos medios privados que cumplan un servicio público.

## Empresas de SRG SSR
SRG SSR está formada por cinco empresas: 
- Schweizer Radio und Fernsehen — zona germanófona
- Radio Télévision Suisse — zona francófona
- Radiotelevisione Svizzera — zona italófona
- Radiotelevisiun Svizra Rumantscha — zona romanche
- Swissinfo — Plataforma internacional

La suma de todas ellas gestiona trece emisoras de radio, ocho canales de televisión y una plataforma común de streaming, así como los servicios de internet y teletexto. La plantilla total está formada por más de 6000 empleados, lo que convierte a SRG SSR en la organización de medios más grande de Suiza. Su mayor competencia son los canales extranjeros —principalmente de Alemania y Francia—, con desconexiones regionales para Suiza.

## Servicios propios

### Schweizer Radio und Fernsehen (SRF)

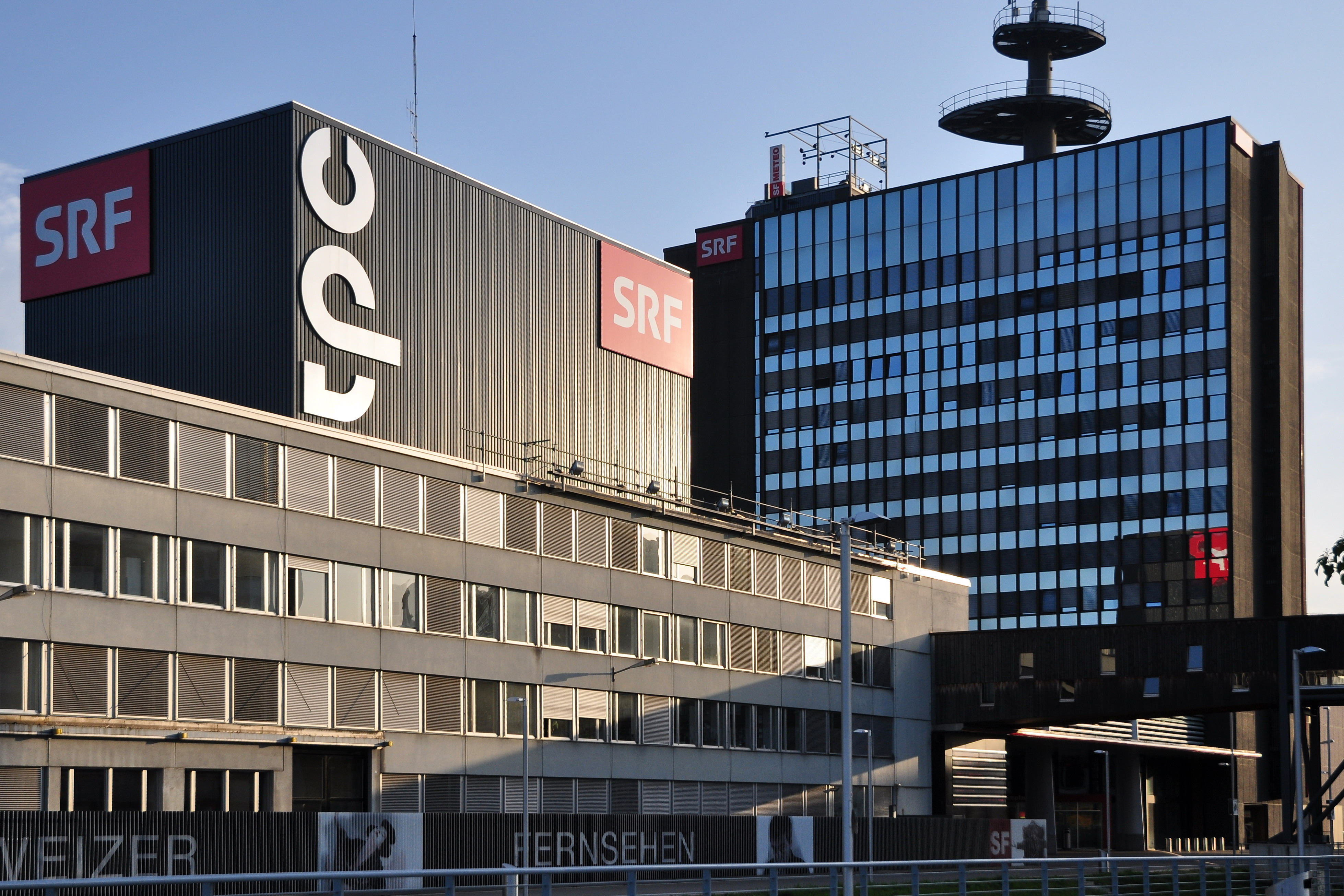
Edificio de SRF en Zúrich.

SRF es la compañía de radiodifusión encargada del servicio en idioma alemán para la Suiza alemana. Gestiona seis radios y tres cadenas de televisión.

#### Radio
- Radio SRF 1: Programación generalista.
- Radio SRF 2 Kultur: Emisora cultural. Entró al aire en 1956.
- Radio SRF 3: Emisora pop-rock dirigida al público juvenil. Entró al aire el 1 de noviembre de 1983.
- Radio SRF 4 News: Radio informativa. Entró al aire el 5 de noviembre de 2007.
- Radio SRF Virus: Radio juvenil y musical. Entró al aire el 20 de noviembre de 1999.
- Radio SRF Musikwelle: Especializada en música popular. Entró al aire el 1 de octubre de 1996.

Las principales radios tienen su sede en Basilea excepto Virus y Musikwelle, establecidas en Zúrich.

#### Televisión
- SRF 1: Canal generalista. Empezó a emitir el 20 de julio de 1953.
- SRF zwei: Ofrece una programación alternativa al primer canal. Se inauguró el 1 de septiembre de 1997.
- SRF info: Canal de información continua. Creado en 2001.

Todos los canales de televisión se producen desde Zúrich.

### Radio télévision suisse (RTS)

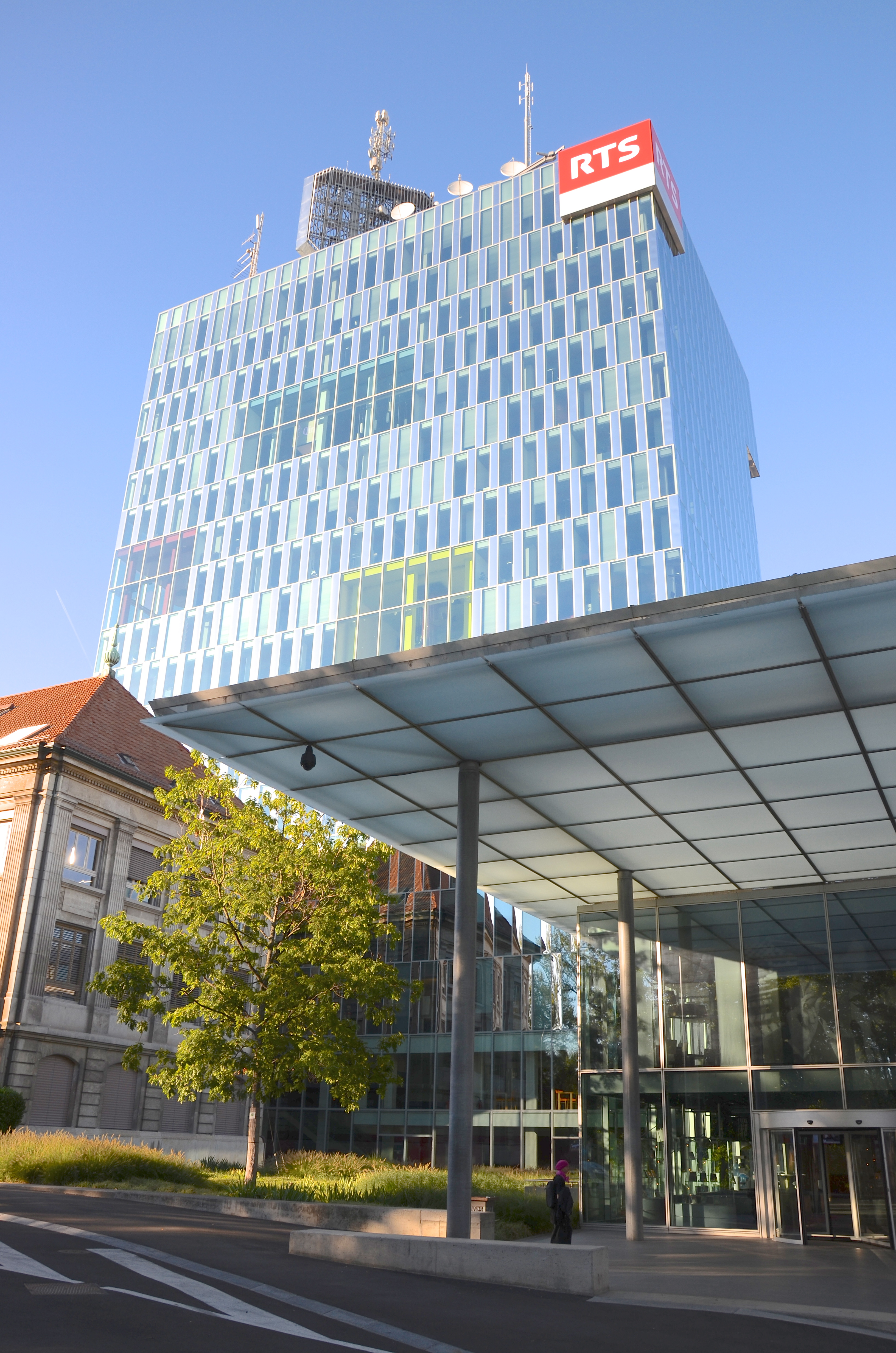
Torre de la RTS en Ginebra.

RTS es la compañía de radiodifusión encargada del servicio en idioma francés para la Suiza romanda. Gestiona cuatro radios y dos cadenas de televisión.

#### Radio
- RTS Première: Programación generalista. Es heredera de la primera radio suiza, que empezó a emitir en septiembre de 1922.
- RTS Espace 2: Emisora cultural. Entró al aire en 1956.
- RTS Couleur 3: Radio musical juvenil. Entró al aire en 1982.
- RTS Option Musique: Radio musical especializada en artistas francófonos y suizos. Entró al aire en 1994.

Todas las emisoras de radio se producen desde Lausana.

#### Televisión
- RTS 1: Canal generalista. Empezó a emitir en 1954.
- RTS 2: Ofrece una programación alternativa al primer canal. Se inauguró el 1 de septiembre de 1997.
- RTS Info: Canal de información continua, se puso en marcha en 2006.

La sede social de ambos canales se encuentra en Ginebra.

### Radiotelevisione svizzera (RSI)
RSI es la compañía de radiodifusión encargada del servicio en idioma italiano para la Suiza italiana. Gestiona tres radios y dos cadenas de televisión.

#### Radio
- RSI Rete Uno: Programación generalista. Entró al aire el 29 de octubre de 1933.
- RSI Rete Due: Emisora cultural. Entró al aire en 1985.
- RSI Rete Tre: Radio musical, dirigida al público joven. Entró al aire el 1 de enero de 1988.

#### Televisión
- RSI La 1: Canal generalista. Empezó a emitir en noviembre de 1961.
- RSI La 2: Ofrece una programación alternativa al primer canal. Se inauguró el 1 de septiembre de 1997.

Tanto la radio como la televisión tienen su sede en Lugano.

### Radiotelevisiun Svizra Rumantscha (RTR)
RTR es la compañía de radiodifusión encargada del servicio en idioma romanche. Gestiona una emisora de radio y una productora de programas de televisión.
- Radio RTR: Emisora generalista en retorrománico.
- Televisiun Rumantscha: Productora de programas de televisión en retorrománico. No posee frecuencia propia, sino que emite a través de los canales de SRF y RTS.

## Servicios comunes

### Swissinfo

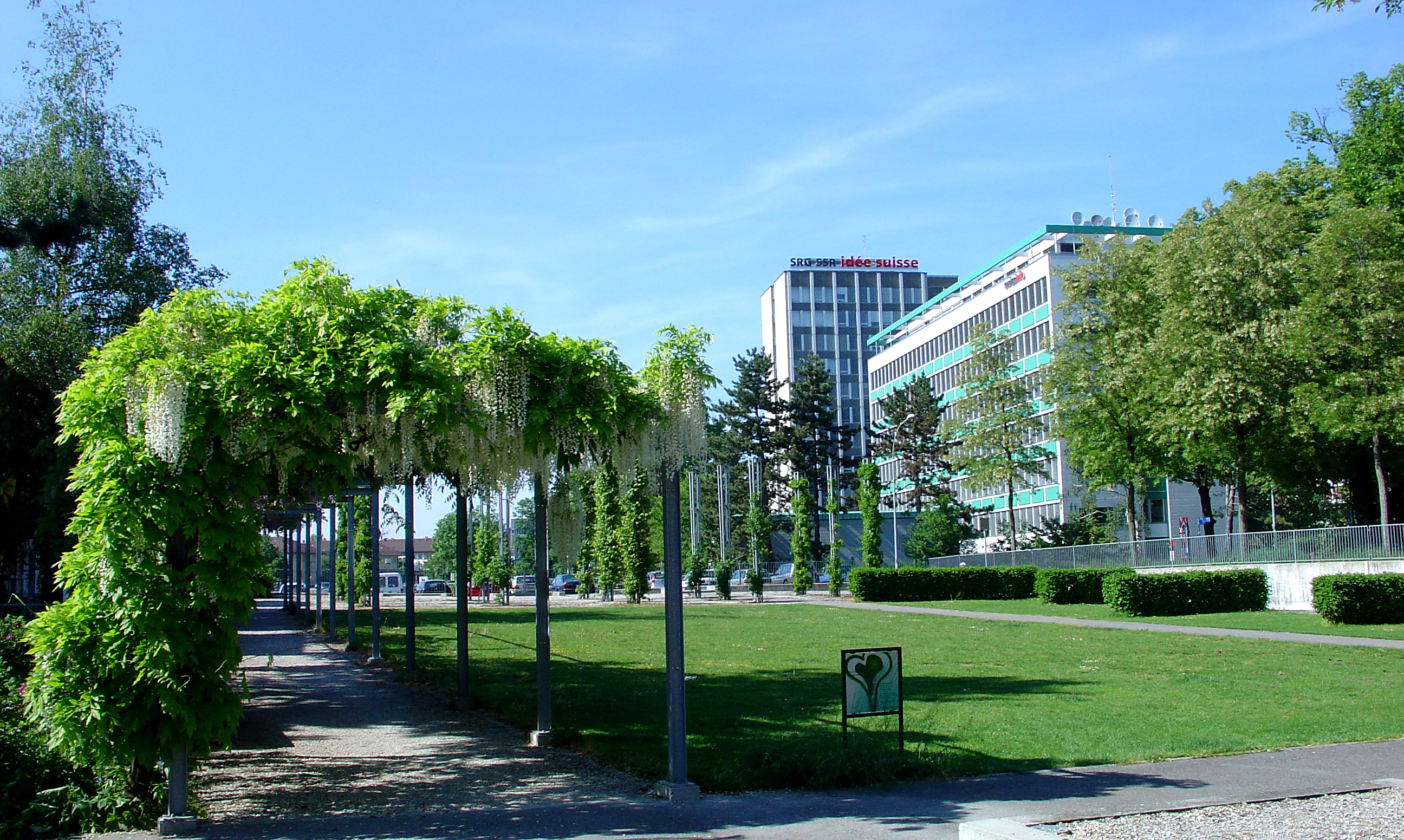
Sede central de Swissinfo.

Swissinfo es un sitio web multilingüe de información multimedia, que funciona como el servicio internacional de SRG SSR. Es heredero de la antigua Radio Suiza Internacional, que funcionó desde 1935 hasta 2004.
Su objetivo es informar a los suizos en el exterior, así como proyectar la imagen internacional del país. Su estudio se encuentra en Berna, en el mismo edificio que la sede central de SRG SSR, y cuenta con delegaciones dentro y fuera del país. Ofrece contenidos en diez idiomas: alemán, francés, italiano, inglés, español, portugués, árabe, chino, ruso y japonés.

### Swiss Satellite Radio
Servicio conjunto de radio por satélite que comprende tres emisoras musicales: 
- Radio Swiss Classic: especializada en música clásica.
- Radio Swiss Jazz: especializada en música jazz.
- Radio Swiss Pop: especializada en música pop.

### Play Suisse
SRG SSR cuenta con un servicio de transmisión en directo y video bajo demanda, «Play Suisse», que agrupa la oferta digital de todas las radiodifusoras suizas. Se puso en marcha el 7 de noviembre de 2020.

## Identidad corporativa
El actual logo de SRG SSR fue estrenado en 2011 y unifica la imagen corporativa de las cuatro compañías regionales. Si bien se parte de un logotipo común, cada empresa puede implementar sus propios diseños en los distintos canales que gestiona.
Desde 1999 hasta 2011 se le añadió el eslogan «SRG SSR idée suisse» (en español, «Idea suiza») en referencia a su misión de servicio público.

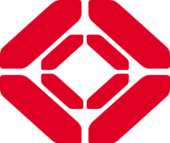
Logo desde 1985 hasta 1999.
Logo desde 1999 hasta 2011.
Logo desde 2011.